# Dvorac Belvedere u Beču
Belvedere je naziv za kompleks baroknih palača podignutih za austrijskog princa Eugena Savojskog u bečkom trećem bezirku (bečke gradske općine) - Landstraße, koji se nalazi jugoistočno od gradskog središta (katedrale). 
Palače Gornji Belvedere i Donji Belvedere, uz pripadajući park tvore jedan od naljepših baroknih ansambla na svijetu. 
Danas je kompleks Belvedere pretvoren u muzej, u kojem djeluje Austrijska galerija Belvedere.

## Donji Belvedere
Nakon kupnje zemljišta 1697., princ Eugen je prvo uredio veliki park, zatim je izgradio prigradsku ladanjsku vilu 1714. otpočeli su radovi na gradnji palače Donji Belvedere, koja je ispočetka građena kao parkovna vila, s oranžerijom, galerijom za slike i jednim krilom za stanovanje. Projektant i voditelj gradnje bio je poznati austrijski barokni arhitekt Johann Lukas von Hildebrandt, Belvedere je tako postao njegovo najpoznatije djelo. Desna ruka u osmišljavanju i izvedbi dvorca bio mu je venecijanski kipar Giovanni Stanetti, kojeg je u Beč doveo osobno princ Eugen, zajedno s cijelom majstorskom radionicom.  Stanetti je trebao osigurati pravi talijanski kiparski doprinos, -  brojne samostojeće figure uzduž balustrada i parka, kao i brojne kiparske detalje po fasadama. Donji Belvedere dovršen je 1716. godine. 
Fresku na kupoli u centralnoj Marmorsaal ( Mramorna dvorana), oslikao je Martino Altomonte. Njegova freska slavi princa Eugena kao novog Apolona, boga ljepote i umjetnosti i Muza. U ovoj dvorani nalazi se i kip Apoteoza princa Eugena rad austrijskog kipara Balthasara Permosera. 
Zapadno od ove dvorane nalazi se Državna spavaća soba (Paradeschlafzimmer) bogato ukrašena štuko dekoracijama i skulpturama Domenica Parodia, i oslikana zidnim slikama Jonasa Drentwetta, u ovom traktu postoji također mramorna dvorana sa stropnom slikom Giacoma del Poa iz 1720. Dvorana grmaljavine Donnersaal ima stropne freske od Altomonta i arhitektonsku dekoraciju od Gaetana Fantia (1716). Istočno se od nje nalazi Državna blagovaona. 

## Park i vrtovi
Park je tipično barokni, u kojem su biljke i šetnice uredno i simetrično postavljeno poput kazališne kulise. Tipični francuski park s podrezanim biljem, urednim šetnicama i igrom vode (jeux d'eau). Park je projektirao francuski parkovni arhitekt Dominique Girard, koji je posao izučio u dvorcu Versailles kao učenik Andréa Le Nôtrea. Veliki vodeni bazen nalazi se na gornjoj razini, iz njega se voda stepeničasto spušta do bazena u donjem nivou.

## Gornji Belvedere
Između 1720. – 1723., podignut je Gornji Belvedere, koji je jednostavno trebao poslužiti kao prikladan kraj glavne osi parka. Projektant je ponovo - von Hildebrandt. I u ovom dvorcu postoji Marmorsaal( Mramorna dvorana), u ovoj dvorani potpisan je Austrijski državni ugovor, kojim je ustanovljena moderna austrijska država, 15. svibnja, 1955. Nakon izgradnje 1723., dvorac je proširen da postane glavna ljetna rezidencija za princa Eugena. Freske u dvorcu oslikao je Carlo Carlone, oltarnu fresku u dvorskoj kapeli oslikao je Francesco Solimena. 
Kompleks Belvedere prodali su 1752. carici Mariji Tereziji nasljednici princa Eugena. Marija Terezija kompleks je nazvala Belvedere. Pod Habsburgovcima je kompleks povećan. Od 1775., u Belvederu se nalazila carska galerija slika, iz riznice cara Josipa II., a od 1806. i kolekcija slika iz Palače Ambras koja je smještena u Donji Belvedere. Obadvje kolekcije premještene su 1890. u bečki Kunsthistorisches Museum. Posljednji koji je Belvedere koristio kao rezidenciju bio je nadvojvoda Franjo Ferdinand. 
Nakon Drugog svjetskog rata, kompleks Belvedere ugošćuje muzej Austrijsku galeriju Belvedere.
Zgrade kompleksa Belvedere teško su stradale za Drugog svjetskog rata, danas je čitav kompleks restauriran i temeljno uređen.

## Vanjske poveznice
- Službene stranice (njemački, engleski, francuski,talijanski)